# Siberia (Colombia)
La Siberia es una antigua fabrica de cemento, ubicada en cercanías del municipio de La Calera, sobre la vía al PNN Chingaza. Fue fundada en 1933 por la compañía Cementos Samper para suplir la demanda de cemento creada por la construcción de Bogotá. Junto a la planta creció asimismo un poblado habitado por empleados de la misma, provisto con su propia iglesia, hospital, banco, escuela y tiendas. Cerrada en 1998, la planta y el poblado fueron abandonados y cayeron en la ruina. Desde entonces, el llamado Pueblo Fantasma se ha vuelto un punto de interés turístico por la supuesta presencia de fantasmas en medio de sus ruinas.

## Historia
Desde 1933, en que la Cementera Samper, la primera del país en ese entonces, construyera la planta La Siberia, y tras unos 70 años de explotación, en 1999, debido a una recesión económica, y múltiples problemas, la empresa dejó de funcionar y fue clausurada, dejando atrás a todos sus trabajadores. Esta ciudadela fue poco a poco quedando abandonada y hasta el día de hoy no hay quien la habite.
Hoy en día, este pueblo fantasma es un gran atractivo turístico para los amantes del terror debido a que la soledad de este sitio dio lugar a la creación de historias aterradoras de sus alrededores; incluso medios informativos (El Tiempo, El Espectador, Cívico, etc.) han ido a cubrir el lugar afirmando la veracidad de estas teorías.

## Documental
Gerrit Stollbrock e Iván Sierra quisieron hacer un documental  en las entrañas de La Calera sobre lo que ellos pensaban que iba a ser únicamente el recuerdo de una fábrica de cemento Samper. "Empezamos el proceso del documental al revés: grabamos primero e investigábamos simultáneamente. Todo esto duró aproximadamente 5 años", afirma Gerrit. Sin embargo, se encontraron con una historia de todo un pueblo.
El documental nació 10 años después de que Siberia cerrara sus puertas y consistió en recopilar los diferentes testimonios de los entrevistados y exponerlos en diferentes plataformas. Ahora, se enfocaron en el vídeo, el cual presentaron varias veces en Cine Tonalá. "Nuestro objetivo es visibilizar este lugar que unió a pueblo entero y así resucitar la necesidad de recordar el cambio abrupto de un estilo de vida con el documental", concluye Gerrit.